# Zora Müller
Zora Müller (* 2010 in Templin) ist eine deutsche Kinderdarstellerin.

## Leben
Ihren ersten Auftritt absolvierte Müller 2018 in neun Folgen der Fernsehserie Jenny – echt gerecht. Sie war 2018 bis 2022 in der Fernsehserie Ella Schön zu sehen. 2019 folgte ihr Spielfilmdebüt in dem Film All My Loving.

## Filmografie
- 2018: Jenny – echt gerecht (Fernsehserie, 9 Folgen)
- 2018–2022: Ella Schön (Fernsehserie, 11 Folgen)
- 2019: Tatort : Das verschwundene Kind
- 2019: All My Loving